# (228165) Mezentsev
(228165) Mezentsev est un astéroïde de la ceinture principale.

## Description
(228165) Mezentsev est un astéroïde de la ceinture principale. Il fut découvert le 26 septembre 2009 à Tzec Maun par Dmitrij Nikolaevič Čestonov et Artëm Olegovič Novičonok. Il présente une orbite caractérisée par un demi-grand axe de 2,69 UA, une excentricité de 0,11 et une inclinaison de 10,0° par rapport à l'écliptique.

## Compléments